# 377 до н. е.

## Події
- правитель Карії Мавсол
- Анурадхапура стає столицею першого сингальського королівства на острові Шрі-Ланка; правитель — Деванампія Тіссе; релігія — буддизм;